# Авдеенко, Александр Остапович
Алекса́ндр Оста́пович Авде́енко (8 [21] августа 1908, Макеевка, область Войска Донского — 16 июня 1996, Москва) — советский и российский прозаик, публицист, драматург, киносценарист.

## Биография
Родился 8 (21) августа 1908 года в посёлке Макеевка (ныне город в Донецкой области Украины) в семье рабочего-шахтёра. В детстве был беспризорником, затем работал в шахтах Донбасса, на заводе «Унион» в Макеевке. Позже в Магнитогорске — на строительстве ММК имени И. В. Сталина помощником машиниста паровоза, машинистом горячих путей. Стал членом литературной группы «Буксир».
В 1933 году дебютировал в большой литературе: в горьковском альманахе «Год XVI», а затем в «Профиздате» и «Советской литературе» издан автобиографический роман «Я люблю». Участвовал в поездке писателей на Беломорско-Балтийский канал имени И. В. Сталина. Тираж книги об этой поездке был изъят и уничтожен после расстрела Генриха Ягоды, в период перестройки уцелевший экземпляр был перепечатан в журнале «Знамя». В 1934 году Авдеенко был делегатом I Всесоюзного съезда писателей, на котором его приняли в Союз писателей СССР. Выступая на съезде, М. Горький назвал «Я люблю» в числе заслуженно любимых читателями книг.
В 1935 году выступил на VII Всесоюзном съезде Советов с речью, которую под заголовком «За что я аплодировал товарищу Сталину», опубликовали центральные газеты:

Я пишу книги. Я — писатель, я мечтаю создать незабываемое произведение, — всё благодаря тебе, великий воспитатель Сталин… Когда моя любимая девушка родит мне ребёнка, первое слово, которому я его научу, будет — Сталин.
Жил в Москве, учился в Литературном институте, стал спецкором «Правды». Его новый роман «Столица» («Судьба») был раскритикован М. Горьким. В 1936 году по предложению С. Орджоникидзе переехал в Донбасс, жил в Макеевке. В 1938 году написал шахтёрский роман «Государство — это я» о том, как человек труда ощутил себя хозяином страны. Книга не была пропущена в печать. Авдеенко был избран депутатом Всеукраинского Съезда Советов и горсовета Макеевки. В 1939 году в качестве спецкора «Правды» ездил в командировку на присоединенную к СССР Западную Украину.
В 1940 году по его сценарию был снят фильм «Закон жизни», который вскоре после выхода на экран подвергся критике в газете «Правда» за клевету на советскую студенческую молодёжь. Картину экстренно сняли с проката. 9 сентября 1940 года состоялось расширенное заседание Оргбюро ЦК ВКП(б), на котором с разгромной критикой Авдеенко выступили секретари ЦК Сталин и Жданов, писатели Николай Асеев, Николай Погодин, Александр Фадеев. После этой проработки Авдеенко был исключен из партии и Союза писателей, лишился удостоверения спецкора «Правды» и вернулся к работе на шахте.
В 1941 году его, по словам сына, не взяли добровольцем на фронт, так как он числился политруком, а на разжалование в рядовые ушло несколько месяцев. В 1942 году он окончил миномётное училище и был направлен в действующую армию.
В 1942–1945 годах служил военным корреспондентом газеты «За Отчизну» 131-й дивизии, затем газеты «Сын Родины» 13-й армии, писал заметки и очерки для ряда других газет, в том числе и для «Красной звезды», участвовал в прорыве блокады Ленинграда.
Безуспешно посылал очерки в «Красную звезду», пока один из них — «Искупление кровью» о бывшем офицере 28-го отдельного штрафного батальона Ленинградского фронта Соловьёве Борисе Александровиче, совершившем в штрафбате подвиг и награждённом 5 июня 1943 года орденом Красной Звезды, — редактор газеты Давид Ортенберг не послал Сталину. Ночью раздался телефонный звонок: «Можете печатать. Авдеенко искупил свою вину». Очерк «Искупление кровью» был напечатан 17 июля 1943 года.

Так отец вернулся в литературу, написал потом много книг, но не изжил в себе боли от несправедливой расправы над человеком, свято верившим в идею социализма. Так же свято он верил Сталину, пока не узнал всей правды о его деяниях. Однажды, после острого сердечного приступа, он снова стал мне говорить о Сталине. Я ему ответил: «Папа, отпусти его, подумай о себе». Он ответил: «Да, ты прав. Но я не могу его отпустить».
В 1944 году в «Новом мире» был опубликован его роман «Большая семья». Закончил войну в звании капитана.
В 1943 году был заново принят в Союз писателей СССР, рекомендации дали Николай Тихонов и Константин Симонов. Работал спецкором «Огонька». В 1944 году вновь принят в ВКП(б). Член Союза кинематографистов СССР (Москва).
Автор более сорока книг. Его произведения переведены на 15 языков народов СССР, а также на английский, китайский и венгерский языки. Печатался как публицист и критик в газетах «Советская культура», «Правда» и журналах «Советский экран» и «Знамя».
Скончался 16 июня 1996 года в Москве. Похоронен на Переделкинском кладбище.

### Семья
- Супруга — Любовь Звеняцкая-Авдеенко (1917—2002), из семьи донбасских рабочих.
- Сын — Александр Авдеенко (1937—2011), журналист.

### Романы
- «В поте лица своего»
- «Дунайские ночи»
- «По следам невидимок»
- «Судьба» (1936)
- «Труд»
- «Чёрные колокола»
- «Это твой свет» (переработанное и дополненное издание романа «Труд»)
- «Я люблю» (1933)

### Повести
- «В пограничном небе»
- «Горная весна»
- «Жигули вы мои, Жигули»
- «Застава твоего имени»
- «Искупление кровью»
- «Над Тиссой»
- «Свидание с Магниткой» (документальная повесть)
- «Следопыт» (документальная повесть)
- «Солдаты и солдатки»

### Циклы рассказов
- «Вера, Надежда, Любовь»

### Пьеса
- Ровесники

## Фильмография
- 1936 — Я люблю (режиссёр Л. Луков)
- 1940 — Закон жизни (режиссёры Б. Иванов, А. Столпер)
- 1958 — Над Тиссой (режиссёр Д. Васильев)

## Награды
- орден Красной Звезды[2] (1 июня 1944)
- орден «Знак Почёта» (1969)
- два ордена Трудового Красного Знамени (1969, 1978)
- орден Отечественной войны I степени[2] (25 мая 1945; был представлен к ордену Отечественной войны II степени)
- медаль «За оборону Москвы» (1944)[16]
- медаль «За освобождение Праги» (1945)[17]
- медаль «За победу над Германией в Великой Отечественной войне 1941—1945 гг.» (1945)[18]
- медаль «За отличие в охране государственной границы СССР» (1955)
- 3-я премия КГБ и газеты «Советская культура»

## Книжные издания
- 1933 — Я люблю (роман). — М., Советская литература, 215 с.
- 1933 — Я люблю (роман, 2-е издание). — М., Профиздат.
- 1934 — История рыжего Никанора. — М., ГИХЛ.
- 1934 — Потомок сумасшедшего Никанора. — М., ГИХЛ
- 1934 — Я люблю. — М., ГИХЛ. (Роман-газета)
- 1935 — Я люблю. — М., Гослитиздат, 214 с.
- 1935 — Я люблю. — М., Гослитиздат, 268 с.
- 1935 — Я люблю. — Л., Молодая гвардия
- 1935 — Я люблю. — Свердловск
- 1936 — Сто дней. — М., Жургаз
- 1936 — Я люблю (роман). — Минск, Государственное издательство Белоруссии, 222 с.
- 1936 — Судьба (роман). — М., Гослитиздат, 224 с., 15000 экз
- 1936 — Судьба. — Свердловск, 1936
- 1936 — Я люблю. Л., Гослитиздат
- 1936 — Я люблю. — Иркутск
- 1936 — Я люблю. — Хабаровск
- 1937 — Я люблю. — М., Гослитиздат
- 1946 — Дневник моего друга. — М., Л., Детгиз, 136 с., 30000 экз.
- 1951 — Труд (роман). — М., Профиздат, 616 с. Художник: К. Кащеев. Тираж: 45000 экз.
- 1952 — Труд. — Сталино.
- 1954 — Дорога на Верховину (очерк). — М., Молодая гвардия, 120 с., 90000 экз.
- 1954 — Над Тиссой. — М., Детгиз
- 1954 — Над Тиссой (повесть). — М., Воениздат
- 1955 — Над Тиссой. — М., Детгиз
- 1955 — Горная весна (повесть). — М., Детгиз, 184 с. Серия «Новинки детской литературы», № 77. Тираж: 165000 экз.
- 1955 — Над Тиссой (повесть). — М.. Воениздат.
- 1956 — Горная весна (повесть). — М., Воениздат, 478 с. Художник: Ю. Ребров. Серия «Библиотечка военных приключений».
- 1956 — Над Тиссой (Из пограничной хроники). — М., Профиздат, 528 с. Художник Д. Н. Домогацкий. Тираж: 90000 экз.
- 1956 — Над Тиссой. Горная весна (повести). — Ташкент, объединённое издательство «Кзыл Узбекистан», «Правда Востока» и «Узбекистони сурх», 608 с. Художник: В. Силевяков. Тираж: 45000 экз.
- 1957 — Горная весна (повесть). — М., Воениздат, 478 с. Художник: Ю. Ребров. Серия «Библиотечка военных приключений».
- 1957 — Над Тиссой (из пограничной хроники). — М., Профиздат, 526 с. Тираж: 75000 экз.
- 1957 — Над Тиссой. — М., Воениздат.
- 1957 — Над Тиссой. Чкалов.
- 1957 — У Карпатского костра. — М., Детгиз
- 1958 — Я люблю. — М., Советская Россия, 340 с.
- 1959 — Над Тиссой (повесть). — Минск.
- 1959 — Над Тисою. — Ужгород, Закарпатське обласне видавництво.
- 1959 — Я люблю. — М., Советская Россия
- 1960 — Это твой свет (роман). — М., Советская Россия, 535 с. Тираж: 100000 экз.
- 1962 — Вера, Надежда, Любовь (повести, рассказы и очерки о войне). — М., Воениздат, 510 с. Тираж: 100000 экз.
- 1963 — Чёрные колокола (роман). — М., Советская Россия, 320 с. Тираж: 300000 экз.
- 1963 — Дунайские ночи (роман). — М., Воениздат. Серия «Военные приключения». 720 с., 300 000 экз.
- 1963 — Дунайские ночи. — М., Советская Россия.
- 1964 — Чёрные колокола (роман). — М., Воениздат, 318 с. Тираж: 65000 экз.
- 1964 — Чёрные колокола. — М., Советская Россия.
- 1967 — Я люблю. — М., Советская Россия.
- 1970 — Вся красота человечества. Фронтовой дневник. — М., Советская Россия, 396 с. Художник: И. Махов. Тираж: 50000 экз.
- 1971 — Жигули вы мои, Жигули (повесть). — М., Детская литература.
- 1971 — Путешествие с другом (волжский дневник). — М., Профиздат, 251 с. Тираж: 75000 экз.
- 1972 — По следам невидимок (роман). — М., Воениздат, 400 с. Художник: П. Борисов. Тираж: 100000 экз.
- 1972 — Следопыт (документальная повесть). — М., Советская Россия, 349 с. Тираж: 100000 экз.
- 1975 — Свидание с Магниткой (документальная повесть). — М., Советская Россия, 96 с. Серия «Писатель и время». Серия «Письма с заводов и строек». Тираж: 30000 экз.
- 1975 — По следам невидимок. — М., Воениздат
- 1976 — Вся красота человечества. Слово о войне и мире (дилогия). — М., Воениздат, 520 с. Художник: Д. Громан. Тираж: 100000 экз.
- 1977 — Войди в огонь, в котором я горю (слово о Магнитке). — М., Советский писатель, 374 с. Тираж: 50000 экз.
- 1977 — Граница (из пограничного дневника писателя). — М., Советская Россия, 284 с. Художник: А. Плаксин. Тираж: 100000 экз.
- 1978 — Граница (из пограничного дневника писателя). — Киев, Дніпро, 234 с. Авторизованный перевод С. Оноприенко.
- 1978 — По следам невидимок (роман). — Ереван, Советакан грох, 496 с. Перевод А. Шарурян.
- 1979 — В поте лица своего (роман). — М., Советский писатель, 383 с. Художник: В. Муравьёв. Тираж: 30000 экз.
- 1979 — Граница (повести). — М., Воениздат, 351 с. Тираж: 65000 экз.
- 1979 — Я люблю (роман, книги 1 и 2). — М., Советская Россия, 634 с. Тираж: 100000 экз.
- 1981 — Застава твоего имени (повесть). — М..
- 1982 — По следам невидимок (роман). — Тбилиси, Мецниереба, 447 с. Перевод В. Ахаладзе.
- 1982—1983 — Собрание сочинений (в 4 томах). — М., Художественная литература. — 100 000 экз.
- 1987 — Над Тиссой (повести). — Таллин, Ээсти раамат, 437 с. перевод Х. Тийдуса. Художник: А. Кютт.
- 1989 — Отлучение (книга воспоминаний)
- 1991 — Наказание без преступления (воспоминания). — М., Советская Россия, 335 с. Тираж: 100000 экз. ISBN 5-268-01225-8
- 1994 — Над Тиссой. Горная весна (повести). — Ростов-на-Дону, Проф-пресс, 600 с.
- 1994 — Над Тиссой (из пограничной хроники). — М., Воениздат, 384 с.
- 2004 — Над Тиссой. — М., Вече. ISBN 5-9533-0496-X. Серия «Военные приключения».
- 2005 — Дунайские ночи (роман). — М., Вече, 352 с. Тираж: 5000 экз. ISBN 5-9533-0552-4. Серия «Военные приключения».